# 코코순이
코코순이는 공영방송 KBS가 제작한 2022년 역사 다큐멘터리 영화다.  주제는 '위안부', 즉 일본의 점령지였던 한국을 비롯한 아시아 태평양 지역의 성노예 피해자, 그리고 그 존재의 역사수정주의다.